# Blohm & Voss BV 246

La BV 246 "Hagelkorn" (granizo) fue una bomba planeadora guiada desarrollada por Blohm & Voss durante la Segunda Guerra Mundial. Se la diseñó para utilizarla contra blancos específicos (puentes, buques, etc.) desde aviones de la Luftwaffe. 
La bomba planeadora fue desarrollada por el Dc. Richard Vogt y denominada inicialmente "BV 226", aunque el 12 de diciembre de 1943 se le cambió la denominación a la definitiva "BV 246".
Por lo general iba instalada en la “panza” de un bombardero, como el Heinkel He 111, y era lanzada a una gran altura lo suficientemente cerca del blanco, a veces 'filoguiada'. Este tipo de lanzamiento permitía al avión lanzador permanecer fuera del alcance del fuego antiaéreo enemigo. 
La construcción de la BV 246 era muy sencilla, por lo que fue producida en grandes cantidades. Era muy simple aerodinámicamente, con largas alas, hechas con Cemento Sorel, que le permitían un coeficiente de planeo de 25:1. Las primeras versiones tenían un empenaje trasero en forma de cruz ("+"), aunque esto se cambió después por una doble deriva vertical montada en los extremos de un gran estabilizador horizontal. 
Al ser lanzada desde una altura de 10.500 m, la BV 246 podía recorrer una distancia de 210 km antes de llegar a su blanco. Su peso total era de 730 kg, de los que 435 kg eran de su cabeza explosiva.